# Gamo shadow 640
 (novembre 2021).
La GAMO Shadow 640, est une carabine à air comprimé  à plombs mono-coup de catégorie D (acquisition libre) du fabricant Gamo. 
Elle pèse 2400 g et mesure 104 cm. La GAMO Shadow 640 a une puissance de 10 joules, 9.19 plus exactement, qui propulse les plombs de 4.5mm à la vitesse de 200m/s à la sortie en bouche. Sa crosse est synthétique et elle absorbe les chocs. Il existe 2 types de Gamo shadow 640: la "combo" (vendue avec une lunette 4x28) et la carabine simple. En France, en 2010, la GAMO Shadow 640 a un prix compris entre 160 à 180€ (188€ prix conseillé).
Sa hausse et son guidon sont équipés d'insert en fibre optique.
La hausse est réglable sans tournevis par l'intermédiaire de larges molettes graduées.